# Museo de Arte Moderno de Moscú
El Museo de Arte Moderno de Moscú es un museo de arte moderno y contemporáneo ubicado en Moscú, Rusia. Fue abierto al público en diciembre de 1999. El proyecto del museo fue iniciado y ejecutado por Zurab Tsereteli, presidente de la Academia Rusa de las Artes. En 2018, el Museo Vadim Sidur y el Museo-Estudio de Dmitry Nalbandyan se fusionaron en el Museo de Arte Moderno de Moscú.

## Localización
El Museo de Arte Moderno de Moscú está situado en el número 25 de la calle Petrovka, cerca del bulevar Petrovsky en el centro de Moscú. Está ubicado en la antigua mansión Gubin, diseñada por el arquitecto ruso Matvei Kazakov.
En diciembre de 2003, el museo amplió sus galerías a una segunda ubicación: la sala de exposiciones en Ermolayevsky Pereulok, en el área de Patriarshiye Ponds. El 7 de febrero de 2007, el Museo de Arte Moderno de Moscú inauguró su tercera sala de exposición: la Galería en el bulevar Tverskoy, 9.
El edificio en el número 10 del bulevar Gogolevsky es también creación del arquitecto Matvey Kazakov. Fue construido a finales del siglo XVIII. En Bolshaya Gruzinskaya, 15 en Moscú hay una casa construida a finales del siglo XIX. Hoy hay un museo del artista Zurab Tsereteli. El Museo Vadim Sidur (calle Novogireevskaya, 37A) es un museo de escultura contemporánea en Moscú que alberga la colección de obras de arte de Vadim Sidur, escultor, artista y poeta. El Museo-Estudio de Dmitry Nalbandyan (calle Tverskaya, 8/2) forma parte del Museo de Arte Moderno de Moscú desde 2018.

## Colección
La colección del museo se constituyó a partir de la colección privada de Zurab Tsereteli, su fundador y director. Se ha dado especial importancia a la colección de arte ruso de vanguardia. El museo presenta una interesante exposición dedicada al arte de los inconformistas de los años 1950-70, cuya actividad creativa se oponía a la ideología soviética. Entre ellos se encuentran V. Nemukhin, E. Steinberg, V. Komar, A. Melamid, A. Ney, O. Rabin, A. Zverev, D. Krasnopevtsev y otros. El Museo de Arte Moderno de Moscú contiene obras de arte de las primeras décadas del siglo XX.
Para celebrar su vigésimo cumpleaños, la institución invitó a 20 celebridades de todos los ámbitos de la vida a curar la exposición de su aniversario. Entre los curadores invitados se encuentran la estrella del fútbol ruso Fedor Smolov, el diseñador Andrei Artemov, el escritor Vladimir Sorokin, el showman de televisión y coleccionista de arte Andrey Malakhov, el director de teatro Kirill Serebrennikov e incluso Marusya.